# Carl Olinder
Carl Vilhelm Olinder, född 1 maj 1864 i Jönköping, död 27 augusti 1903 i Stockholm, var en svensk arkitekt.

## Biografi
Olinder studerade vid Kungliga tekniska högskolan i Stockholm 1883–1884 och vid de tekniska högskolorna i Hannover 1884–1886 och i Berlin 1886–1888. Han företog en studieresa till Chicagoutställningen 1893.
Efter studierna i Tyskland öppnade han egen byrå i Jönköping. Mellan 1890 och 1894 var han arkitekt vid AB Ekmans Mekaniska Snickerifabrik i Stockholm. 1894 startade han egen firma under namnet Svenska ritbyrån för landtmannabyggnader. Firman uppförde bland annat mejeri och ladugårdar de Lavals mönstergård Hamra. Efter Olinders tidiga bortgång övertogs verksamheten av Axel Bergman.

## Verk i urval

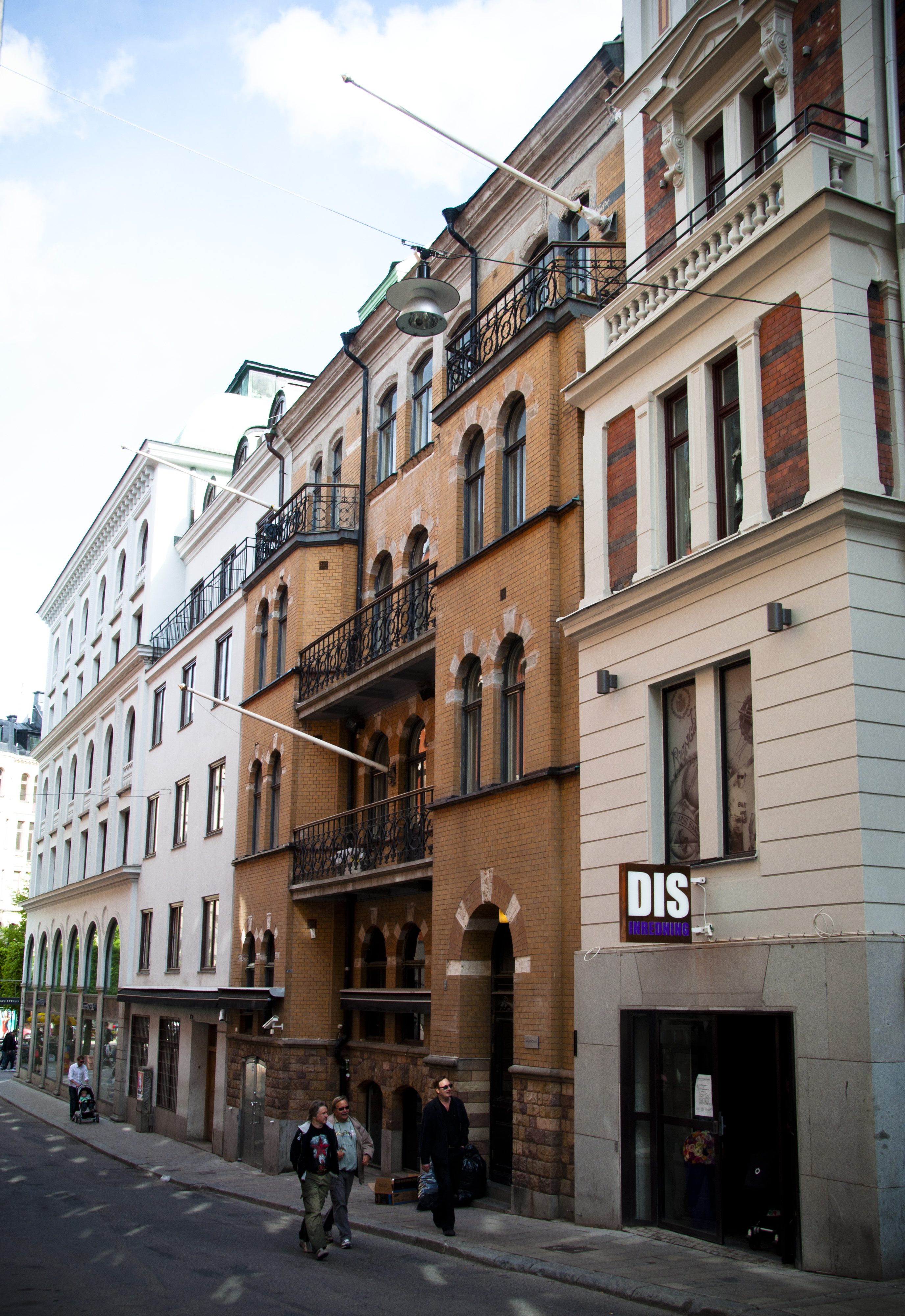
Lästmakargatan 3

- Hyreshus på Lästmakargatan 3 i Stockholm (1895).
- Mejeri vid Hamra gård (1897)[6]
- Svedvi prästgård (1899)[7]
- Ladugård vid Herrborum (1896)[8]
- Ladugård vid Hamra (1900)[9]
- Folkskola vid Hamra (1901)[10]
- Östra och Västra dubbelvillorna[11] vid Lantbruksinstitutet i Alnarp (1901)
- Villa, Hasselstigen 5, Saltsjöbaden (1902)[12]
- Folkskola vid Enskede (1903)[13]
- Årsta gamla skola (1903)[14]